# Équipe de Tahiti de football américain
L'équipe de Tahiti de football américain représente la Fédération Tahitienne de Football Américain (FTFA) lors des compétitions internationales.
La Fédération Tahitienne de Football Américain est créée le 28 juillet 2013 et est présidée par Johann Hironui Bouit. La fédération comporte environ 500 membres.
Les joueurs sont sélectionnés en équipe nationale parmi les cinq clubs membres de la FTFA :
- ONO de Punaauia ;
- TOA Oviri d'Excelsior ;
- A.S Manu Ura de Paea ;
- Liona de Papara ;
- MAKO de Pirae.

Tahiti devient membre associé de l'OFAF en 2014 mais elle n'est pas membre de l'IFAF.

## Histoire
Le Tahitien Vetea Charrière joue pour le club des Centaures de Grenoble et est sélectionné une seconde fois en équipe de France. Lors de sa première sélection, il participe le 17 juillet 2016 à la victoire en match amical des Bleus contre l'Italie (23-15).
Johann Hironui Bouit et les membres de la fédération décident, avec le soutien du ministère de la jeunesse et des sports, de l'IJSPF et d'Air Tahiti Nui, de mettre en place un événement de portée internationale. Celui-ci, baptisé Festival Tahitien de Football Américain,, se déroule du 18 juillet au 31 juillet 2016. Les rencontres se jouent au stade Bambridge. L'équipe de Tahiti perd ses deux rencontres.
Le 27 novembre 2019, Tahiti affronte la Nouvelle-Calédonie en match amical, une première entre les deux sélections. La rencontre est jouée au Stade Numa-Daly de Nouméa, en Nouvelle-Calédonie. Les deux équipes terminent la rencontre sur un résultat nul de 36 à 36.

## Festival Tahitien de Football Américain 2016
| Place | Équipe            | Pts | J | V | N | D | Buts + | Buts - | Diff. |
| ----- | ----------------- | --- | - | - | - | - | ------ | ------ | ----- |
| 1er   | Australie         | 6   | 2 | 2 | 0 | 0 | 122    | 20     | +102  |
| 2e    | Samoa américaines | 3   | 2 | 1 | 0 | 1 | 66     | 52     | +14   |
| 3e    | Tahiti            | 0   | 2 | 0 | 0 | 2 | 18     | 134    | -116  |

| Lieu  | Date            | Équipe 1          | Score   | Équipe 2          |
| ----- | --------------- | ----------------- | ------- | ----------------- |
| Pirae | 23 juillet 2016 | Samoa américaines | 52 - 12 | Tahiti            |
| Pirae | 27 juillet 2016 | Australie         | 40 - 14 | Samoa américaines |
| Pirae | 30 juillet 2016 | Australie         | 82 - 06 | Tahiti            |

## Palmarès
Jeux mondiaux
- 2005 : Non présente
- 2017 : Non présente

Coupe du monde de football américain
- 1999 : Non présente
- 2003 : Non présente
- 2007 : Non présente
- 2011 : Non présente
- 2015 : Non présente

Festival Tahitien de Football Américain
- 2016 :  3e

## Présidents de la Fédération Tahitienne Football Américain (FTFA)
| N° | Période d'activité | Nom             |
| -- | ------------------ | --------------- |
| 1  | 2013 - 2019        | Johann Bouit    |
| 2  | Depuis 2019        | Josiah Williams |